# Sons of Anarchy (6.ª temporada)
A sexta e penúltima temporada de Sons of Anarchy, uma série dramática de televisão dos Estados Unidos, estreou em 10 de setembro de 2013 e terminou em 10 de dezembro de 2013, com 13 episódios exibidos no canal FX. Criada por Kurt Sutter, a série se passa em Charming, uma cidade fictícia no Vale Central da Califórnia, e acompanha a vida de um clube de motociclistas fora da lei. O protagonista Jackson "Jax" Teller, interpretado por Charlie Hunnam, é o presidente do clube, que começa a questionar o clube e a si mesmo.
Sons of Anarchy é a história da família Teller-Morrow de Charming, Califórnia, bem como de outros membros do Sons of Anarchy Motorcycle Club Redwood Original (SAMCRO), suas famílias, vários moradores de Charming, gangues aliadas e rivais, associados, e agências legais que minam ou apóiam os empreendimentos legais e ilegais de SAMCRO.

## Sinopse
Após a prisão de Tara e Clay, Jax luta para manter a SAMCRO unida enquanto Tara está na prisão. Toric se aproxima tanto de Tara quanto de Clay e oferece acordos em troca de informações sobre a SAMCRO; ambos inicialmente recusam, mas Clay mais tarde cede quando confrontado com a perspectiva de ser jogado na população geral da prisão e ser morto pelos detentos subornados pelos homens de Damon Pope como retaliação pelo assassinato de Pope. Juice retorna a Charming depois de ajudar Bobby a se mudar ao renunciar como VP, o que irrita Chibs, que não acredita que Juice tenha sido punido o suficiente por ter falado com a polícia e posteriormente o espanca.

## Elenco e personagens

### Elenco principal
- Charlie Hunnam como Jackson "Jax" Teller
- Katey Sagal como Gemma Teller Morrow
- Ron Perlman como Clarence "Clay" Morrow
- Mark Boone Junior como Robert "Bobby Elvis" Munson
- Dayton Callie como Wayne Unser
- Kim Coates como Alex "Tig" Trager
- Tommy Flanagan como Filip "Chibs" Telford
- Theo Rossi como Juan-Carlos "Juice" Ortiz
- Maggie Siff como Tara Knowles-Teller
- Jimmy Smits como Nero Padilla

### Convidados especiais
- CCH Pounder como Tyne Patterson[1]
- Drea de Matteo como Wendy Case
- Rockmond Dunbar como Tenente Eli Roosevelt
- Peter Weller como Charles Barosky[2]
- Donal Logue como Lee Toric
- Walton Goggins como Venus Van Dam[1]
- Mitch Pileggi como Ernest Darby
- Robert Patrick como Les Packer

### Elenco recorrente
- David LaBrava como Happy Lowman
- Niko Nicotera como George "Ratboy" Skogstrom
- Michael Marisi Ornstein como Chuck Marstein
- Robin Weigert como Ally Lowen
- LaMonicca Garret como Sgt. Cane
- Timothy V. Murphy como Gallen O'Shay
- Reynaldo Gallegos como Fiasco
- Kim Dickens como Collette Jane
- Billy Brown como August Marks
- Douglas Bennett como Orlin West
- Rusty Coones como Rane Quinn
- McNally Sagal como Margaret Murphy
- Winter Ave Zoli como Lyla Winston
- Jacob Vargas como Alessandro Montez
- Christopher Douglas Reed como Phillip "Filthy Phil" Russell
- Steve Howey como Hopper
- Kurt Sutter como "Big" Otto Delaney
- Bob McCracken como Brendan Roarke
- Kenneth Choi como Henry Lin
- Emilio Rivera como Marcus Alvarez
- Kristen Renton como Ima
- Walter Wong como Chris "V-Lin" Von Lin
- Jeff Kober como Jacob Hale, Jr.
- Alan O'Neill como Hugh

### Estrelas convidadas
- Samaire Armstrong como Darvany Jennings
- Keone Young como Bohai Lin
- Hayley McFarland como Brooke Putner
- Olivia Burnette como Mulher Sem-Teto
- Mo McRae como Tyler Yost
- C. Thomas Howell como Frank Eagan
- Dave Navarro como Arcadio Nerona
- Doug Jones como Oficial Crane
- Michael Shamus Wiles como Jury White
- Adrienne Barbeau como Alice Nona
- Patrick St. Esprit como Elliott Oswald

## Episódios
| N.º na série | N.º na temp. | Título                                          | Dirigido por          | Escrito por                                  | Exibição original      | Cód. de produção | Audiência (milhões) |
| --- | ------------ | ----------------------------------------------- | --------------------- | -------------------------------------------- | ---------------------- | ---------------- | ------------------- |
| 67 | 1            | "Straw" "(Os Pecados do Passado)" (BR)          | Paris Barclay         | Kurt Sutter                                  | 10 de setembro de 2013 | 6WAB01           | 5.87                |
| Enquanto Tara está presa, SAMCRO faz mudanças de membros e cargos, com Bobby deixando a cidade. O clube acaba com um anel de pornografia violenta administrado por iranianos nos docas de Stockton, estabelecendo uma parceria com um ex-policial (Peter Weller), que recruta Jax para ajudar uma cafetina local (Kim Dickens) a se tornar legítima. Pessoas ligadas a Pope ainda querem que Jax entregue Tig a eles. Em uma escola católica, ocorre um tiroteio violento com uma arma ligada ao negócio de tráfico de armas do clube. |              |                                                 |                       |                                              |                        |                  |                     |
| 68 | 2            | "One One Six" "(Um, Um, Seis)" (BR)             | Peter Weller          | Chris Collins & Adria Lang                   | 17 de setembro de 2013 | 6WAB02           | 4.63                |
| O tiroteio na escola foi cometido por alguém ligado ao primo de Nero, a quem haviam sido entregues várias KG-9's. Jax entra em contato com os irlandeses desejando sair do negócio de armas, mas os irlandeses resistem à ideia. Toric oferece ajuda a Clay com a acusação de assassinato, em troca de informações sobre SAMCRO. Quando Clay recusa, Toric falsifica a assinatura de Clay em um acordo de confissão. O primo de Nero e a namorada deste - cujo filho atirou na escola - são mortos e enterrados. Enquanto isso, Bobby adicionou outro membro à sua lista de recrutas. |              |                                                 |                       |                                              |                        |                  |                     |
| 69 | 3            | "Poenitentia" "(Penitência)" (BR)               | Guy Ferland           | Charles Murray & Kurt Sutter                 | 24 de setembro de 2013 | 6WAB03           | 4.48                |
| Em vez de matar Clay na prisão, os detentos negros pedem a Clay para cometer um esfaqueamento no pátio da prisão. Jax e Barosky acertam as contas com os iranianos. Toric acidentalmente atira em uma prostituta do Diosa que ele havia levado para o seu quarto de motel. Dizendo ao cadáver que fará a morte dela importar, ele pega amostras de cabelo e sangue para plantar dentro da caminhonete de Nero. Jax envia Tig de volta ao depósito onde eles guardaram o equipamento que roubaram dos iranianos. Tig espera lá pelos prospects que Jax disse que enviaria para ajudar a mover o equipamento, mas August, o sucessor de Pope, aparece em vez disso. Tara revela a Jax que está grávida. |              |                                                 |                       |                                              |                        |                  |                     |
| 70 | 4            | "Wolfsangel" "(Armadilha)" (BR)                 | Billy Gierhart        | Kurt Sutter & Kem Nunn                       | 1 de outubro de 2013   | 6WAB04           | 4.59                |
| Toric leva Clay para visitar Otto; Clay passa uma faca para Otto. Toric diz a Otto que ele vai parar de fazer Otto ser estuprado e espancado se Otto fornecer informações que possam ser usadas contra o SAMCRO, então ele dá a Otto um bloco para escrever os pecados do SAMCRO. Otto escreve um comentário insultante sobre a irmã de Toric e depois mata Toric. Os guardas então matam Otto. Galen, irritado por Jax querer sair do negócio de armas, vai até o celeiro de madeira de Oswald e atira e desmembra Phil, membro do SAMCRO, e um prospect do SAMCRO. Jax faz o clube se vingar dos nazistas que ele acredita terem atacado Unser, matando-os, plantando as armas entregues pelos irlandeses na propriedade rural dos nazistas e depois incendiando a casa deles, fazendo parecer uma briga interna. Roosevelt pede o arquivo pessoal de Toric, suspeitando que Toric está aprontando. O xerife deixa Nero ir para casa, mas a caminhonete de Nero continua apreendida. |              |                                                 |                       |                                              |                        |                  |                     |
| 71 | 5            | "The Mad King" "(O Rei Louco)" (BR)             | Gwyneth Horder-Payton | Chris Collins & Roberto Patino & Kurt Sutter | 8 de outubro de 2013   | 6WAB05           | 4.46                |
| Tara secretamente combina com Lowen para que Wendy fique com a guarda de Thomas e Abel se Tara for condenada ou indisposta, para mantê-los longe de Gemma e dos negócios do clube. Enquanto o MC não consegue capturar Galen, eles capturam alguns irlandeses, mas não os matam. Os anciãos do IRA na Irlanda não gostam da retaliação de Jax, mas Jax tenta convencê-los de que Galen está fora de controle e tentando lucrar por conta própria. Jax diz aos anciãos do IRA que August será um cliente fiel para os embarques de armas, apesar de ser negro. A sede do SAMCRO está em lockdown até que Jax veja uma caneta de trevo. Jax percebe que há uma bomba no barril de cerveja que foi entregue no mesmo dia. Depois que todos correm para a segurança, a sede do SAMCRO explode. |              |                                                 |                       |                                              |                        |                  |                     |
| 72 | 6            | "Salvage" "(Resgate)" (BR)                      | Adam Arkin            | Mike Daniels & Kurt Sutter                   | 15 de outubro de 2013  | 6WAB06           | 4.35                |
| Enquanto estão a caminho de uma reunião com várias filiais do SOA na Costa Oeste, a sede de Charming é parada por policiais corruptos, mas os motociclistas escapam. Na reunião, Jax anuncia o fim do negócio de armas com o IRA e é recebido com concordância e aprovação. Bobby traz novos membros para a filial de Charming. O promotor estadual ainda ameaça processar Tara, a menos que ela testemunhe contra o SOA. Roosevelt revista o quarto de motel de Toric e sai convencido da inocência de Nero. |              |                                                 |                       |                                              |                        |                  |                     |
| 73 | 7            | "Sweet and Vaded" "(Recomeço)" (BR)             | Paris Barclay         | Kurt Sutter & Adria Lang                     | 22 de outubro de 2013  | 6WAB07           | 4.38                |
| SAMCRO vem em auxílio de um amigo transgênero de Nero. Tara está mais determinada a se afastar de Gemma, embora talvez não de Jax. Tara finge um ataque e obtém uma ordem de restrição contra Gemma. |              |                                                 |                       |                                              |                        |                  |                     |
| 74 | 8            | "Los Fantasmas"                                 | Peter Weller          | Roberto Patino & Kurt Sutter                 | 29 de outubro de 2013  | 6WAB08           | 4.20                |
| A promotora vaza uma história para a imprensa sobre os possíveis fornecedores das armas no tiroteio na escola, e a história acaba na primeira página do jornal da cidade. Um homem desconhecido atropela e mata um membro dos Byz-Lat no meio da rua, na presença de Jax e dos outros membros do SOA. Enquanto os Byz-Lat tentam matar o homem, Jax intervém ao descobrir que o filho do homem foi morto no tiroteio na escola, e a história no jornal o incitou a matar o membro dos Byz-Lat. A polícia chega à casa do homem apenas para testemunhar ele se suicidar, pois ele sente que não tem mais um propósito na vida. Nero, ainda na prisão, decide se entregar como a fonte das armas em vez de culpar o SOA. Patterson aceita sua confissão a princípio, mas depois se arrepende ao ver o efeito que a história vazada teve (o pai se suicidando) e liberta Nero depois de ser comprovado forensicamente que Toric matou Erin Byrne. |              |                                                 |                       |                                              |                        |                  |                     |
| 75 | 9            | "John 8:32" "(João 8:32)" (BR)                  | Guy Ferland           | Kem Nunn & Kurt Sutter                       | 5 de novembro de 2013  | 6WAB09           | 4.49                |
| Nero acorda na casa de Gemma, e ela o atualiza sobre seu conflito com Tara. Jax confronta Tara por não conseguir dizer "Eu te amo" desde que voltou de Stockton. Enquanto isso, Patterson (a promotora) dá a Roosevelt três unidades de vigilância adicionais para monitorar Jax e o clube. Além disso, Patterson cria obstáculos para a nova operação da Diosa e pressiona Barosky em Stockton devido ao seu relacionamento com os Sons. Percebendo o risco de entrar em conflito com Patterson, o clube concorda em fazer um acordo e oferecer à promotora. Jax vai até o escritório dela e concorda em entregar o IRA (Galan) nos próximos 10 dias, em troca de imunidade para o clube. Patterson concorda e diz a Jax que vai deixar o clube em paz pelos próximos 10 dias. Enquanto isso, Clay vai a um serviço de oração na prisão, onde discute com o pastor, se envolve em uma briga com um guarda e arranca parte do rosto do guarda com os dentes. Isso faz parte do plano para libertar Clay, já que ele é transferido para uma sala psiquiátrica, onde um médico permite que ele faça uma ligação para o IRA. De volta a Charming, Tara faz com que Lowen mova os documentos financeiros e outros assuntos para contas separadas. Além disso, Nero tenta convencer Jax de que há mais na situação entre Gemma e Tara, mas Jax fica chateado e deixa claro que não quer misturar assuntos de negócios e família. No entanto, Nero vai ao hospital para convencer Tara a resolver os problemas com Gemma, mas Tara fica enfurecida e diz para ele se preocupar com ele mesmo, já que Gemma matou seu marido anterior. Também no hospital, Gemma confronta Margaret Murphy, que acidentalmente confirma a suspeita de Gemma de que Tara nunca esteve grávida. Mais tarde, durante o dia, Jax confronta Nero sobre visitar Tara, eles brigam, e Gemma aparece para separá-los. Ela conta a Jax o que Margaret disse e que Tara está pedindo o divórcio. Jax, confuso, prende Lowen na van de Unser e tira a verdade dela de que Tara planeja se divorciar dele e levar as crianças embora. Enquanto isso, Nero confronta Gemma sobre o que Tara disse, e Gemma conta a ele toda a história, que ela não havia contado a ninguém antes. O episódio termina com Tara em casa em uma cadeira de balanço cantando para Thomas com uma arma em seu colo. Entrelaçada neste episódio também está uma história sobre uma adolescente que culpa os Sons pela morte de sua mãe, que é revelada como a mulher sem-teto que Jax tem visto pela cidade nos últimos seis anos. |              |                                                 |                       |                                              |                        |                  |                     |
| 76 | 10           | "Huang Wu"                                      | Billy Gierhart        | Kurt Sutter & Charles Murray                 | 12 de novembro de 2013 | 6WAB10           | 4.38                |
| Jax pede desculpas a Gemma e Nero pelo que aconteceu com Tara depois de descobrir toda a verdade. Depois que Clay bloqueia todos os clientes de armas do SAMCRO, resta apenas um cliente aguardando para finalizar o acordo, a família italiana Cacuzza. Jax e os irlandeses se encontram com Jimmy Cacuzza para garantir que eles estejam a bordo com Clay sendo o novo distribuidor. Na tentativa de garantir os italianos como clientes, os irlandeses atacam os chineses (Lin), deixando o SAMCRO em uma posição muito comprometedora. Após o encontro, o SAMCRO é sequestrado pelos chineses, que exigem que os Sons entreguem o negócio e o território, caso contrário. Os chineses mantêm Happy como garantia de que Jax cumprirá sua demanda. Tara flagra Jax na cama com Collette e sai furiosa. Irritada com tudo o que aconteceu, ela decide tentar fazer um acordo com a promotora Patterson, mas Patterson recusa, afirmando que o acordo não está mais em vigor. |              |                                                 |                       |                                              |                        |                  |                     |
| 77 | 11           | "Aon Rud Persanta" "(Nada Pessoal)" (BR)        | Peter Weller          | Chris Collins & Kurt Sutter                  | 19 de novembro de 2013 | 6WAB11           | 4.17                |
| Clay é libertado durante sua transferência para a prisão, e Bobby é baleado no processo. Jax se vinga dos irlandeses e de Clay por atos passados. Patterson está insatisfeita com a forma como Jax cumpriu sua parte do acordo e faz parecer que vai cancelar esse acordo. Tara contempla fazer um acordo próprio para ficar fora da prisão e tirar ela e seus filhos de Charming de uma vez por todas. |              |                                                 |                       |                                              |                        |                  |                     |
| 78 | 12           | "You Are My Sunshine" "(Você é Minha Luz)" (BR) | Paris Barclay         | Kem Nunn & Mike Daniels & Kurt Sutter        | 3 de dezembro de 2013  | 6WAB12           | 4.58                |
| À medida que Jax se aproxima de tirar o SAMCRO permanentemente do negócio de armas, Tara toma uma atitude audaciosa para proteger seus filhos. A culpa de Juice leva Nero à verdade sobre a morte de Darvany. A vingança do Sr. Wu contra os irlandeses tem consequências inesperadas. Após descobrir que os Sons estão entregando o negócio de armas a August Marks, Alvarez se aproxima de Nero. |              |                                                 |                       |                                              |                        |                  |                     |
| 79 | 13           | "A Mother's Work" "(Trabalho de Mãe)" (BR)      | Kurt Sutter           | Kurt Sutter & Chris Collins                  | 10 de dezembro de 2013 | 6WAB13           | 5.17                |
| A busca de Jax por Tara e seus filhos o leva a tomar uma decisão difícil. Nero confronta Jax sobre o papel de Juice na morte de Darvany. Alvarez e Lin formam um pacto contra os One-Niners, o que ameaça fechar o negócio do SAMCRO em Stockton. Ao descobrir, por Unser, que Tara "fez um acordo", Gemma confronta Tara com resultados violentos. |              |                                                 |                       |                                              |                        |                  |                     |

## Produção
Embora Sons of Anarchy se passe no Vale Central da Califórnia do Norte (com algumas cenas na Área da Baía), foi filmado principalmente no Estúdio Occidental, Fase 5A, em North Hollywood. Os principais cenários localizados lá incluíam o clube, o Hospital St. Thomas e a casa de Jax. As salas de produção do estúdio utilizadas pela equipe de roteiristas também serviam como delegacia de Charming. Cenas externas eram frequentemente filmadas nas proximidades de Sun Valley, Acton, Califórnia, e Tujunga.

## Recepção
A sexta temporada recebeu críticas geralmente favoráveis. No Metacritic, a temporada obteve uma pontuação de 74% com base em 9 avaliações de críticos. No site agregador de críticas Rotten Tomatoes, a temporada possui uma taxa de aprovação de 76% com base em 25 avaliações. O consenso crítico do site diz: "Sons of Anarchy continua entregando uma mistura energética de sequências de ação eletrizantes, humor negro e violência impiedosa". No IGN, os episódios da sexta temporada receberam avaliações dos críticos que variaram de uma pontuação baixa de 8.1 (Episódio 4, classificado como "Ótimo" e "Escolha dos Editores") a uma pontuação alta de 9.5 (Episódio 11, classificado como "Incrível" e "Escolha dos Editores").